# مبخوت زغمان
مبخوت زغمان (بالفرنسية: Zoghman Mebkhout)‏ من مواليد 1949 هو عالم رياضيات جزائري عرف بأعماله حول التحليل الجبري والهندسة الرياضية ونظرية التمثيل أكثر دقة على نظرية نماذج-د (D-modules).
زغمان هو أحد أوائل علماء الرياضيات الدوليين المشهورين بشمال أفريقيا في العصر الحديث، أقيمت ندوة له في أسبانيا بمناسبة عيد ميلاده الستين.

## المهنة
يعمل مبخوت زغمان اليوم مدير أبحاثٍ في المركز الوطني الفرنسي للبحث العلمي. وفي عام 2002، تلقى زغمان ميدالية الخدمة من CNRS (المركز الوطني الفرنسي للبحث العلمي)، وهي جائزة تمنح كل عامين، وقيمتها 10 آلاف يورو.

## أهم أعماله
قدّم مبخوت زغمان عام 1979 تراسل Riemann-Hilbert ، وهي بمثابة تعميم لمسألة هلبرت الواحدة والعشرين، ولكن في أبعاد أعلى. إن الوضع الأصلي لهذه المسألة هو سطح ريمان، حيث كانت المسألة تدور حول وجود معادلات تفاضلية قياسية ذات امتداد أوحد (أو وحدة تعيين) محدد.
في الأبعاد الأعلى، تُستبدل أسطح ريمان بالشغب المعقد أو Complex Manifolds لأبعاد أكبر من الـ 1. بالتالي تتماثل بعض أنظمة المعادلات التفاضلية الجزئية مع الامتداد الأوحد المحتمل لحلول تلك المعادلات. وهناك دليل محايد ومستقل يؤكد صحة هذه النتيجة قدمه عالم الرياضات ماساكي كاشيوارا في شهر نيسان من عام 1980. وهكذا، أصبح زغمان من علماء الرياضيات المشهورين والمتخصصين في نظرية نماذج D.

## الاعتراف
يُعد زغمان واحداً من علماء الرياضيات المشهورين عالمياً من شمال أفريقيا في العصر الحديث، وأقيمت له ندوة في إسبانيا بمناسبة عيد ميلاده الستين. كما دُعي إلى معهد الدراسات المتقدمة ، وألقى مؤخراً خطاباً في معهد فوريير.
قال عالم الرياضيات ألكسندر غروتينديك أن مبخوت لم يحصل على الاعتراف اللازم، كما أُهمل دوره في الإدارة التي ترأسها بيار ديلين في مؤتمر Luminy في فرنسا، في شهر حزيران من عام 1981. حيث قال غروتينديك: “إنها إهانة كبيرة لعالَم الرياضيات في هذا البلد”. وكانت هذه الحادثة إحدى الأسباب التي دفعت غروتينديك إلى الابتعاد عن علم الرياضيات :106.